# 短伸口魚
短伸口魚，為輻鰭魚綱鱸形目隆頭魚亞目隆頭魚科的其中一種，分布於西太平洋區，包括菲律賓、印尼、巴布亞紐幾內亞、帛琉等海域，棲息深度3-18公尺，體長可達32公分，棲息在礁石區海域，生活習性不明。